# 駒林站
駒林站（日语：／ Komagabayashi eki */?）是位於日本兵庫縣神戶市長田區，屬於神戶市營地下鐵海岸線的鐵路車站。車站編號是K09。此站是距離KOBE三國志花園最近的車站，故此的副站名為「三國志之町」。車站主題則是「漁港、往海之道」。

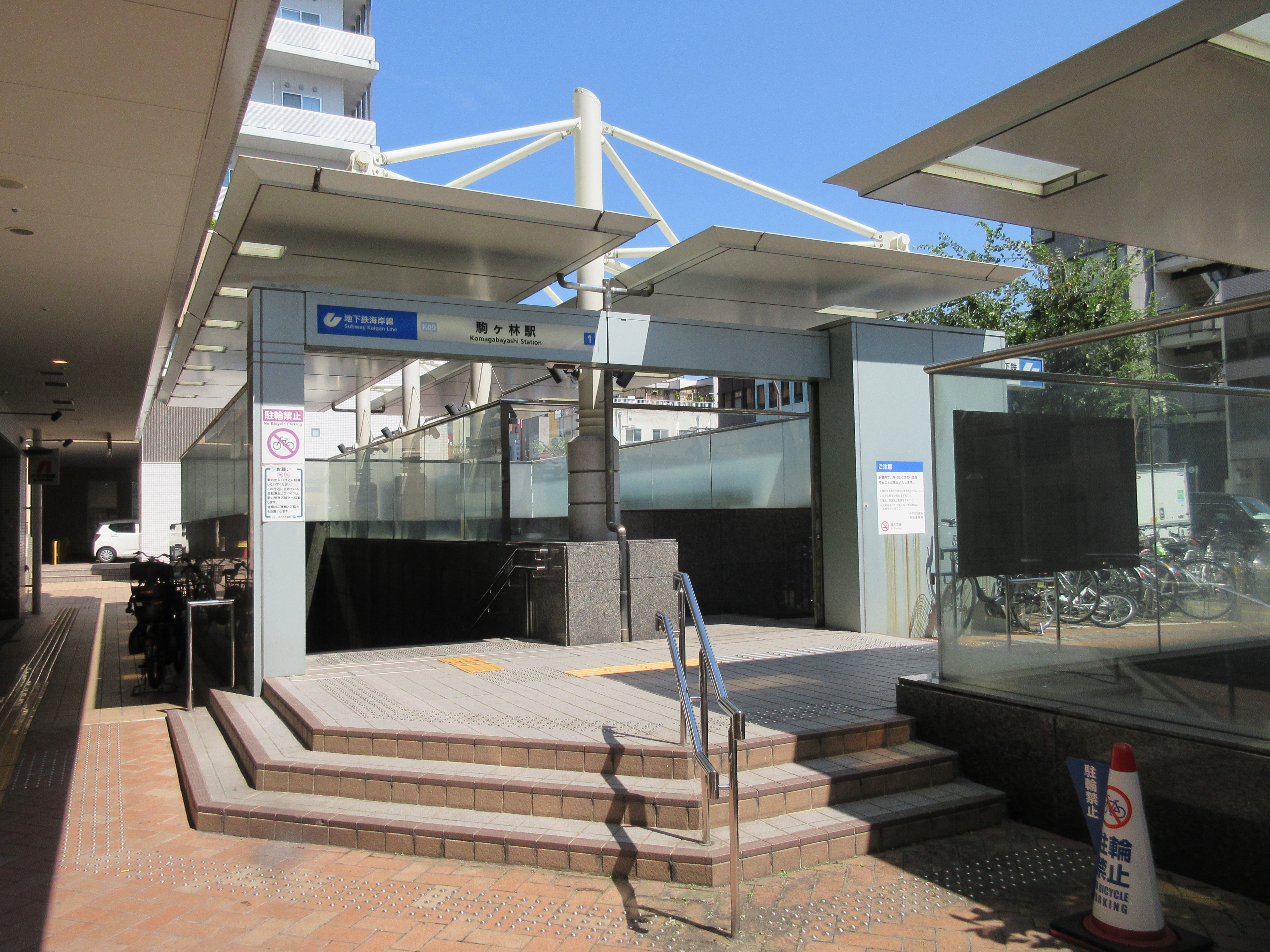
1號出入口（2024年8月）

## 歷史
- 2001年（平成13年）7月7日：神戶市營地下鐵海岸線的三宮·花時計前站－新長田站間開通的同時開業。

## 車站結構

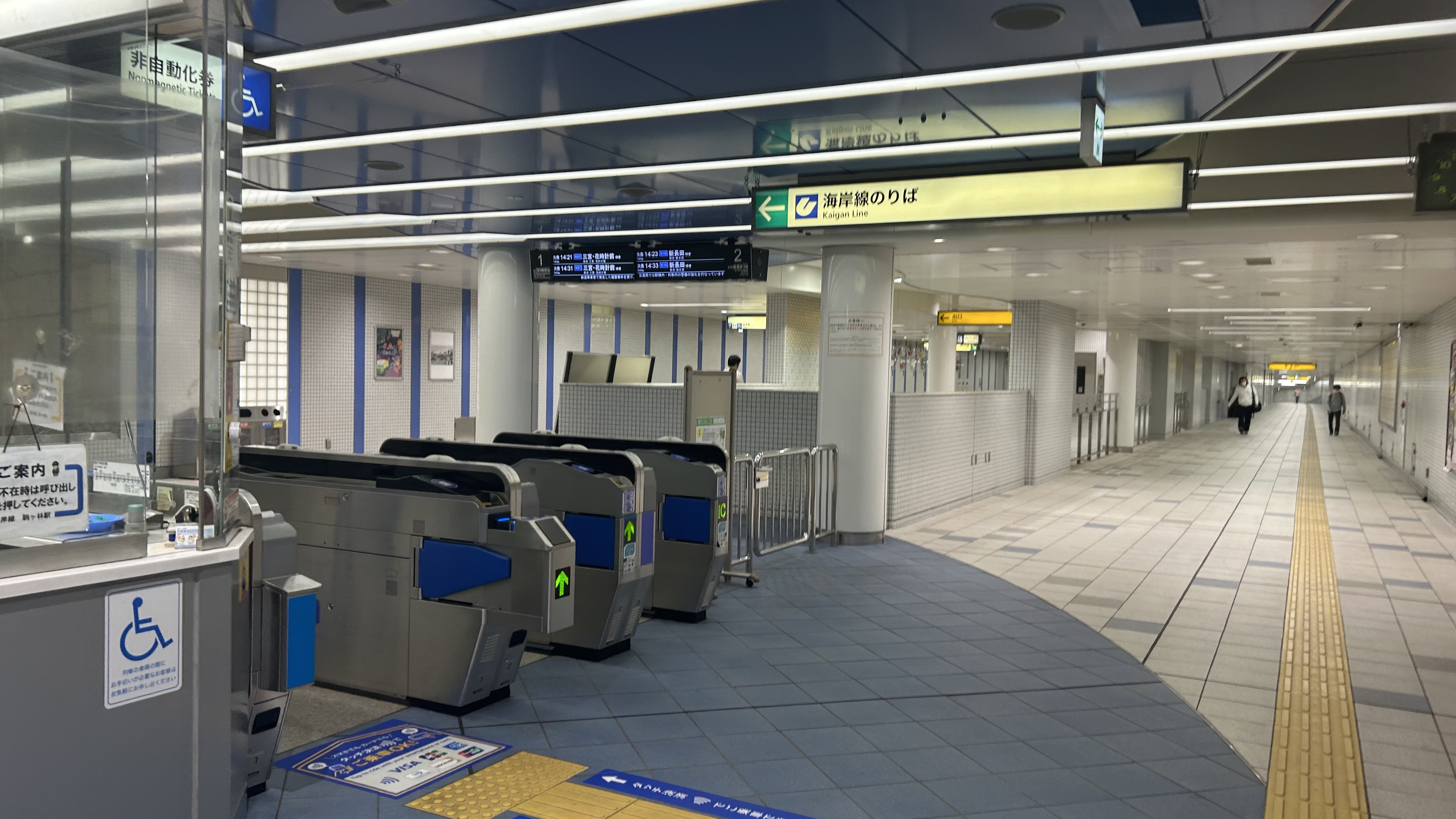
驗票閘口（2024年5月）

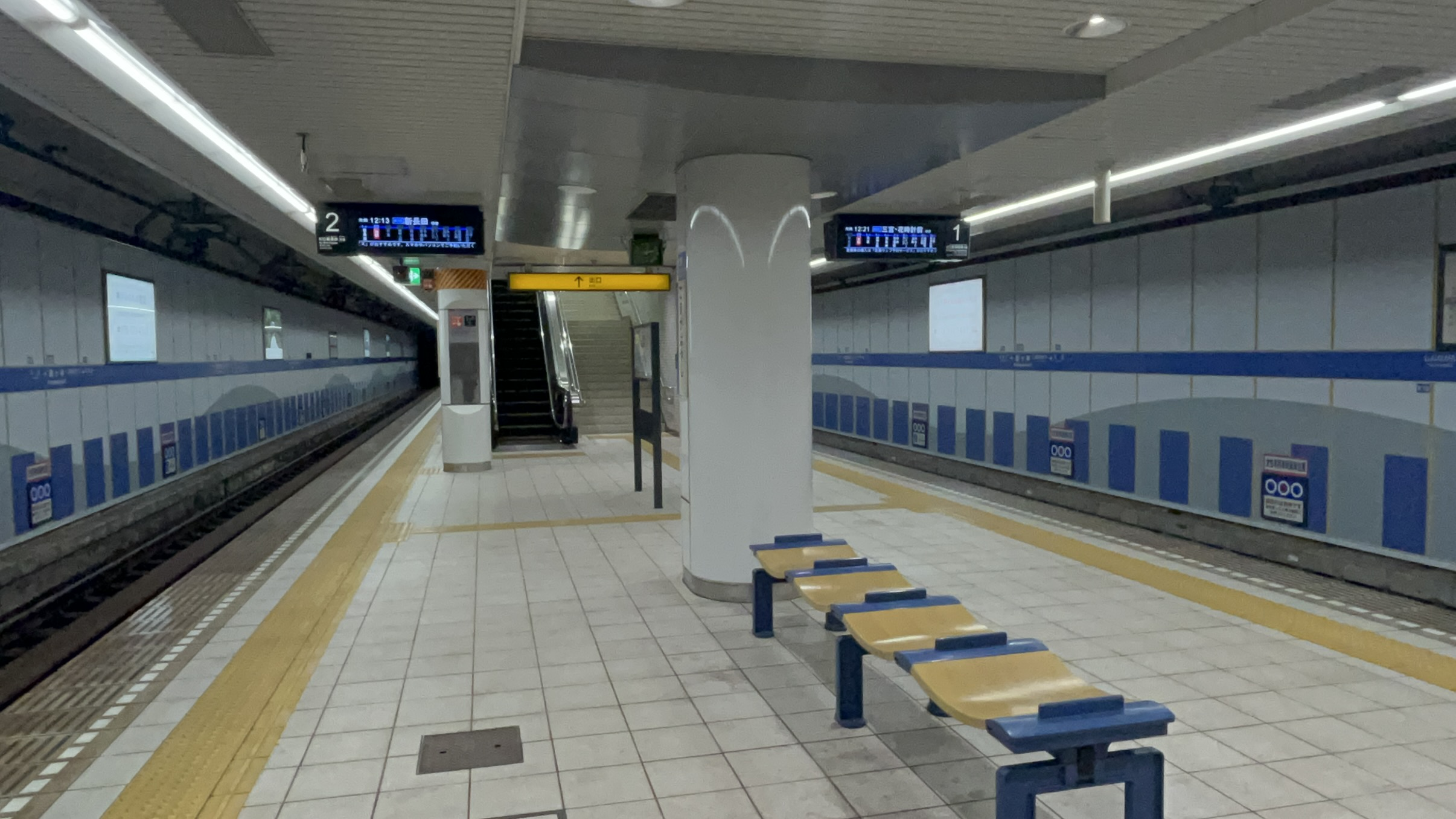
月台（2024年4月）

本站為擁有1面2線的島式月台的地底車站。

### 月台配置
| 月台 | 路線   | 目的地            |
| ---- | ------ | ----------------- |
| 1    | 海岸線 | 三宮·花時計前方向 |
| 2    | 海岸線 | 往新長田          |

## 使用情況
2016年度的1日平均上車人次為1,234人。此站是海岸線車站、神戶市營地下鐵車站、以致所有日本地鐵的路線當中都是上車人次最少的車站。
開業以後的1日平均上下、上車人次的推移如下表。
| 年度               | 1日平均 上下車人次 | 1日平均 上車人次 |
| ------------------ | ------------------ | ---------------- |
| 2001年（平成13年） |                    | 686              |
| 2002年（平成14年） |                    | 839              |
| 2003年（平成15年） |                    | 915              |
| 2004年（平成16年） |                    | 1,097            |
| 2005年（平成17年） | 2,255              | 1,187            |
| 2006年（平成18年） |                    | 1,230            |
| 2007年（平成19年） |                    | 1,193            |
| 2008年（平成20年） |                    | 1,142            |
| 2009年（平成21年） |                    | 1,052            |
| 2010年（平成22年） |                    | 1,067            |
| 2011年（平成23年） |                    | 1,071            |
| 2012年（平成24年） |                    | 1,056            |
| 2013年（平成25年） |                    | 1,135            |
| 2014年（平成26年） |                    | 1,130            |
| 2015年（平成27年） |                    | 1,203            |
| 2016年（平成28年） |                    | 1,234            |

## 相鄰車站
神戶市營地下鐵
海岸線
苅藻（K08）－駒林（K09）－新長田（K10）

## 外部連結
- 駒林站 （页面存档备份，存于） - 神戶市交通局